# Tim Shaw (présentateur)
Pour les articles homonymes, voir Tim Shaw.
Tim Shaw (né le 9 juin 1974 à Sheffield, Yorkshire et originaire de Staveley) est un ingénieur et animateur de radio et de télévision britannique. Il anime plusieurs émissions à caractère scientifique sur la chaîne National Geographic. Il a également animé des émissions diffusées sur les chaînes britanniques Channel 4, Channel 5, More4, Virgin1, Discovery (en) et Current TV.

## Biographie
Shaw fait des études universitaires en génie mécanique et en conception de produits, puis en télédiffusion,,,.

## Prix et distinctions
| Année | Prix                                          | Travail récompensé              | Catégorie                               | Résultat |
| ----- | --------------------------------------------- | ------------------------------- | --------------------------------------- | -------- |
| 2006  | New York International Radio Programme Awards | Tim Shaw's Asylum               | Best Regularly Scheduled Comedy Program | Bronze   |
| 2006  | New York International Radio Programme Awards | Tim Shaw's Asylum               | Best Comedy/Humor Personality: Local    | Argent   |
| 2007  | New York International Radio Programme Awards | Tim Shaw for Breakfast. Kiss100 | Best Innovative Show                    | Or       |
| 2007  | New York International Radio Programme Awards | Tim Shaw's Asylum               | Regularly Sched. Talk Program           | Or       |
| 2007  | New York International Radio Programme Awards | Tim Shaw's Asylum               | Talk Special: Interview                 | Or       |
| 2009  | Sony Radio Awards                             | Tim Shaw’s Absolution           | The Entertainment Award                 | Bronze   |
| 2010  | New York International Radio Programme Awards | Tim Shaw's Rehab on BRMB        | Show Imaging                            | Bronze   |